# Nina Kraft
Nina Kraft (31 de diciembre de 1968-17 de agosto de 2020) fue una deportista alemana que compitió en triatlón. Ganó tres medallas en el Campeonato Mundial de Ironman entre los años 2001 y 2003. Ha sido la deportista femenina en obtener un oro en Ironman con más edad.

## Carrera deportiva
Tras competir en natación debutó en triatlón de larga distancia en 1998 donde quedó sexta en Ironman de Roth (Alemania). Se clasificó por primera vez para la competición de Kailua-Kona (Hawái) donde quedó en la 50.ª posición. Obtuvo tres medallas en los mundiales de Ironman de Hawái, una plata (2002) y dos bronces (2001, 2003). 
Además, consiguió la victoria en Ironman de Sudáfrica (2001), en Ironman de Roth quedó también primera (2001, 2002), bronce (2002). Dos en Ironman de Fráncfort (2003, 2004). En 2004 fue sancionada por dopaje (EPO) y descalificada tras la victoria de Kailua-Kona, se le impuso una sanción de dos años que fue reducida a uno por la Unión Alemana de Triatlón por error de forma. Regresó a la competición en 2006, compitiendo en el Triatlón XL en Gerardmer donde quedó vencedora, ganó también el de Franckfort (Alemania) ese mismo año. Obtuvo una victoria en Ironman de Florianópolis (2007) y otra en Ironman de Florida (2007). Obtuvo tres victorias en Ironman de Louisville (2009, 2011, 2014). Se retiró en 2014. El 17 de agosto de 2020 falleció a los cincuenta y un años a causa de una enfermedad.

## Palmarés internacional
| Campeonato Mundial | Campeonato Mundial     | Campeonato Mundial | Campeonato Mundial |
| Año                | Lugar                  | Medalla            | Prueba             |
| ------------------ | ---------------------- | ------------------ | ------------------ |
| 2001               | Hawái (Estados Unidos) | Medalla de bronce  | Individual         |
| 2002               | Hawái (Estados Unidos) | Medalla de plata   | Individual         |
| 2003               | Hawái (Estados Unidos) | Medalla de bronce  | Individual         |